# انجمن مهندسان افغانستان
بنا به دعوت مهندس محمدرئوف مهدی، در تاریخ ۲۶/۹/۱۳۷۸ گردهمایی مهندسان افغان در مشهد تشکیل شد. از مهمترین دستاوردهای این گردهمایی صنفی می‌توان به تشکیل انجمن مهندسان افغانستان (مقیم در ایران) اشاره کرد.
دانشنامه ادب فارسی (جلد سوم) ادب فارسی در افغانستان می‌نویسد: «مهدی‌زاده [کابلی] در ۱۳۷۸ ش انجمن مهندسان افغانستان را در ایران بنیاد نهاد. وی دو دوره ریاست هیئت مدیرهٔ این انجمن را به عهده داشت.»
این انجمن، به منظور گسترش و تداوم همکاریهای فنی و تخصصی مهندسان افغانستان - در زمینه بازسازی آینده آن کشور - تأسیس شد.